# Mário Frias
Mário Luís Frias (Rio de Janeiro, 9 de outubro de 1971) é um ator, apresentador de televisão e político brasileiro, filiado ao Partido Liberal (PL). Entre junho de 2020 e março de 2022, foi Secretário da Cultura no governo de Jair Bolsonaro. É deputado federal por São Paulo.

## Carreira televisiva
Em 1999, protagonizou a sexta temporada do seriado juvenil Malhação ao lado da atriz Priscila Fantin na Rede Globo. Em 2006, protagonizou a segunda temporada da novela infanto juvenil Floribella ao lado da atriz Juliana Silveira na Band. Entre 2010 e 2013, apresentou o game show O Último Passageiro, na RedeTV!; em 2012, também na RedeTV!, apresentou o programa sobre o universo country Super Bull Brasil.
Em 2016, transferiu-se para a RecordTV, onde interpretou o rei Adoni-Zedeque em A Terra Prometida.
Em 2019, retorna à Globo, interpretando Guilherme em Verão 90.
Ainda em 2019, Mário voltou à RedeTV! para apresentar A Melhor Viagem, outro game show, que oferecia viagens aos estudantes vencedores. O programa foi produzido de julho de 2019 a janeiro de 2020, quando venceu o contrato de Frias, que deixou a emissora para se dedicar à política.[carece de fontes?]

## Política
No dia 19 de junho de 2020, Mário Frias foi nomeado Secretário Especial da Cultura no governo do presidente Jair Bolsonaro. Substituiu a atriz Regina Duarte, que deixou o cargo para assumir a Cinemateca Brasileira. A publicação no Diário Oficial da União concretizou um convite feito ao ator trinta dias antes. A posse aconteceu em 23 de junho de 2020, em uma cerimônia fechada e sem aviso prévio. Constantemente, Frias cita frases do escritor britânico G. K. Chesterton, também citado regularmente pelo filósofo autoproclamado Olavo de Carvalho e outros conservadores brasileiros.
Filiou-se ao PL no dia 12 de março de 2022, anunciando sua pré-candidatura a deputado federal pelo estado de São Paulo. No dia 31 de março do mesmo ano, foi exonerado do cargo de Secretário Especial da Cultura.

## Vida pessoal
Em fevereiro de 2001, começou a namorar a atriz Nívea Stelmann, passando a morar juntos no final daquele ano. Dois anos depois, em 15 de março de 2003, casaram-se oficialmente. Em 11 de setembro de 2004, nasceu o único filho do casal, Miguel. Em novembro de 2005, o casamento chegou ao fim.
Em 2006, começou a namorar a publicitária Juliana Camatti, com quem se casou em 31 de janeiro de 2008. Em 22 de agosto de 2011, nasce sua segunda filha, Laura.
Seu pai, Mário Antônio Frias, era piloto de helicóptero. Em agosto de 1987, o piloto foi rendido por dois criminosos no Aeroporto de Jacarepaguá e forçado a levantar voo para realizar o resgate de presos do Complexo Penitenciário Frei Caneca, Rio de Janeiro, entre eles o traficante Paulo Roberto de Moura, o Meio Quilo, cofundador da facção criminosa Falange Vermelha.
Sobrevoando o presídio, os criminosos abriram fogo contra os guardas da PM para realizar a descida e resgate dos presos. A PM do presídio abriu fogo contra a aeronave, que perdeu o controle, caiu e explodiu, matando o piloto e um criminoso.
No dia 11 de dezembro de 2020, sofreu um princípio de infarto e teve de ser submetido a um cateterismo.

## Denúncia por notícias falsas no caso "CPX"
Em 23 de fevereiro de 2025, a Justiça Eleitoral de São Paulo aceitou a denúncia do Ministério Público Eleitoral contra Mário Frias (PL-SP) por disseminar fake news contra o então candidato Luiz Inácio Lula da Silva (PT) durante a campanha presidencial de 2022. Frias publicou em sua conta na rede social X uma foto de Lula usando um boné com a sigla "CPX", alegando falsamente que significava "cupinxa, parceiro do crime". A desinformação propagada por Frias foi utilizada por Jair Bolsonaro (PL) e outros aliados para sugerir uma ligação de Lula com o crime organizado, intensificando uma campanha de notícias falsas contra o petista.
A publicação do deputado alcançou grande repercussão, recebendo mais de 43 mil curtidas e 10 mil compartilhamentos. O Tribunal Superior Eleitoral (TSE) determinou a remoção de postagens que distorciam o significado da sigla CPX, incluindo as de Frias, por considerar que elas poderiam comprometer a lisura do processo eleitoral.
A denúncia  foi aceita pela juíza Cecília Pinheiro da Fonseca, da 6ª Vara Eleitoral de São Paulo, tornando Mário Frias réu sob acusação de crime eleitoral, conforme o artigo 323 do Código Eleitoral Brasileiro, que pune a divulgação de informações inverídicas capazes de influenciar o voto. A magistrada determinou que o deputado apresente defesa em até 10 dias. Caso seja condenado, Frias poderá perder o mandato e ficar inelegível por oito anos.

## Filmografia

### Televisão
| Ano     | Título                | Personagem / Cargo                        | Notas                                                                                   |
| ------- | --------------------- | ----------------------------------------- | --------------------------------------------------------------------------------------- |
| 1996    | Caça Talentos         | Alex Junior                               | Episódio: "Na Palma da Mão"                                                             |
| 1997    | Malhação 1997         | Ivan Madureira                            | Episódio: "12 de julho"                                                                 |
| 1998    | Malhação 1998         | Escova                                    |                                                                                         |
| 1998    | Meu Bem Querer        | Patrício Amoedo                           |                                                                                         |
| 1999    | Você Decide           | Álvaro                                    | Episódio: "Gol de Placa"                                                                |
| 1999    | Malhação 1999         | Rodrigo Chaves                            |                                                                                         |
| 2000    | Malhação 2000         | Rodrigo Chaves                            |                                                                                         |
| 2001    | As Filhas da Mãe      | Diego Gutierrez                           |                                                                                         |
| 2002    | O Quinto dos Infernos | Manoelzinho                               |                                                                                         |
| 2002    | O Beijo do Vampiro    | Roger Rocha                               |                                                                                         |
| 2004    | Senhora do Destino    | Deputado Thomas Jefferson                 |                                                                                         |
| 2005    | Sob Nova Direção      | Rodrigo                                   | Episódio: "Vestida Para Matar"                                                          |
| 2006    | Floribella            | Conde Máximo Augusto Calderão de Alicante | Temporada 2                                                                             |
| 2007    | Dança no Gelo         | Participante                              | Temporada 1                                                                             |
| 2008    | Dicas de um Sedutor   | Rosemilton                                | Episódio: "Amor e Amizade"                                                              |
| 2008    | Casos e Acasos        | Nelson / Henrique                         | Episódio: "O Colchão, a Mala e a Balada" Episódio: "A Noiva, o Desempregado e o Fiscal" |
| 2008    | Os Mutantes           | Lino Rodrigues                            |                                                                                         |
| 2009    | Promessas de Amor     | Lino Rodrigues                            |                                                                                         |
| 2009    | Bela, a Feia          | Gastão                                    | Episódio: "4 de novembro–21 de dezembro"                                                |
| 2010–13 | O Último Passageiro   | Apresentador                              |                                                                                         |
| 2012    | Super Bull Brasil     | Apresentador                              |                                                                                         |
| 2014    | Malhação 2014         | Renê Spinelli                             | Temporada 22                                                                            |
| 2016    | A Terra Prometida     | Adoni-Zedeque                             |                                                                                         |
| 2017–18 | Tô de Férias          | Apresentador                              |                                                                                         |
| 2019    | Verão 90              | Guilherme Coutinho                        | Episódios: "1–8 de fevereiro"                                                           |
| 2019–20 | A Melhor Viagem       | Apresentador                              |                                                                                         |

### Cinema
| Ano  | Título    | Personagem | Notas          |
| ---- | --------- | ---------- | -------------- |
| 2004 | Mater Dei | Davi       | Curta-metragem |

## Desempenho Eleitoral
| Ano  | Eleição                         | Partido | Candidato a      | Votos   | %     | Resultado | Ref    |
| ---- | ------------------------------- | ------- | ---------------- | ------- | ----- | --------- | ------ |
| 2022 | Eleições estaduais em São Paulo | PL      | Deputado Federal | 122.564 | 0,52% | Eleito    | [ 36 ] |